# Bernard von Brentano
Bernard von Brentano (Offenbach am Main, 15 oktober 1901 - Wiesbaden, 29 december 1964) was een Duitse schrijver van romans en verhalen, dichter, toneelschrijver, essayist en journalist.

## Leven
Brentano was een zoon van de Hessische minister van Binnenlandse Zaken en Justitie Otto Rudolf von Brentano di Tremezzo en een broer van Clemens en Heinrich von Brentano. Zijn moeder, Lilla Beata née Schwerdt, stamt van moederszijde uit de Frankfurt-lijn van de familie Brentano. In tegenstelling tot zijn broers, gebruikte Bernard von Brentano nauwelijks de volledige naam van zijn familie, Brentano di Tremezzo .
Brentano studeerde filosofie in Freiburg, München, Frankfurt en Berlijn. In Frankfurt werd hij actief lid van de katholieke studentencorps Bavaria. In München was hij lid van het katholieke studentencorps Rheno-Bavaria. Brentano werd in 1920 lid van de PEN-Club. Van 1925 tot 1930 werkte hij in het Berlijnse kantoor van de Frankfurter Zeitung, waar hij de opvolger was van Joseph Roth. Hij was ook betrokken bij de Bund proletarisch-revolutionärer Schriftsteller (Verbond van proletarische revolutionaire schrijvers) en werkte voor het communistische literaire tijdschrift Die Linkskurve. Brentano was lid van de KPD, maar verliet deze later en nam afstand van de politiek na twee reizen naar Moskou in 1930 en 1932 en vanwege de stalinistische richting van de partij.
Samen met Berthold Brecht en Herbert Ihering was hij van plan een tijdschrift met de titel Krisis und Kritik uit te geven, dat echter nooit verscheen. In 1933 emigreerde hij naar Zwitserland en woonde met zijn gezin in Küsnacht in Zürich. In 1949 keerde hij terug uit ballingschap terug naar Duitsland. Hij woonde met zijn gezin in Wiesbaden.

## Werken
- Über den Ernst des Lebens, 1929
- Kapitalismus und schöne Literatur, 1930
- Der Beginn der Barbarei in Deutschland, 1932
- Berliner Novellen, 1934
- Theodor Chindler, 1936
- Prozess ohne Richter, 1937
- Die ewigen Gefühle, 1939
- Une Famille Allemande, 1939
- Phädra. Drama, 1939
- Tagebuch met Büchern, 1943
- Augustus Wilhelm Schlegel, 1944
- Goethe en Marianne von Willemer, 1945
- Franziska Scheler, 1945
- Martha en Maria, 1946
- Streifzüge, 1947
- Die Schwestern Usedom, 1948
- Sophie Charlotte und Danckelmann, 1949
- Du Land der Liebe, 1952

### Postuum
- Die drei Prälaten, 1974.
- Wo in Europa ist Berlin, 1987.